# Sphaeroma gayi
Sphaeroma gayi är en kräftdjursart som beskrevs av Hercule Nicolet 1849. Sphaeroma gayi ingår i släktet Sphaeroma och familjen klotkräftor. Inga underarter finns listade i Catalogue of Life.